# Norba

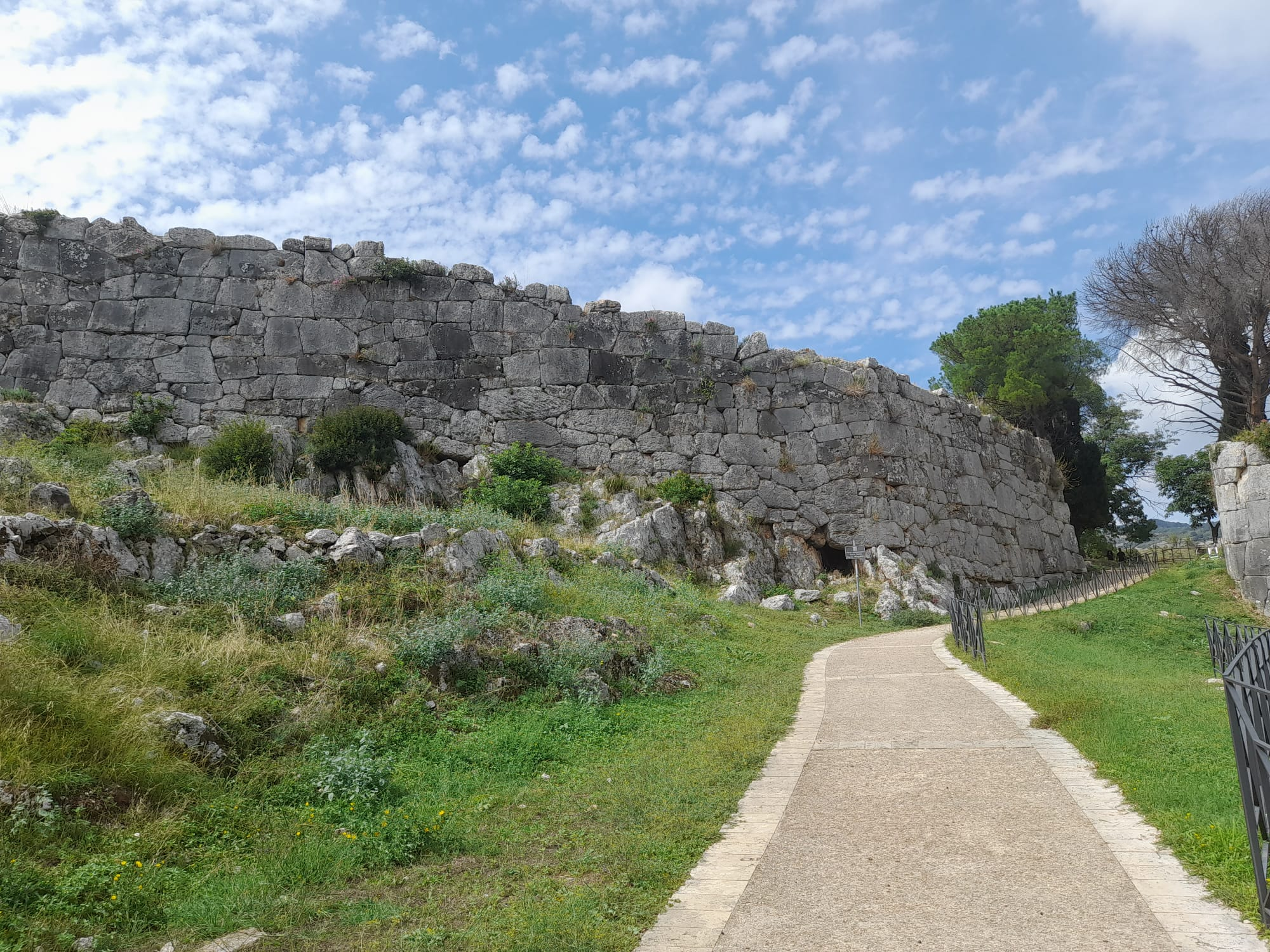
Mur poligonalny miasta antycznego

Norba – starożytne miasto rzymskie w Lacjum, położone ok. 1,5 km na północny zachód od dzisiejszego miasteczka Norma.
Usytuowane na urwistej ścianie skalnej na zachodnim skraju pasma Monti Lepini, od 499 p.n.e. należało do Związku Latyńskiego. Według przekazu Liwiusza (Ab Urbe condita II 34, 6) od 492 p.n.e. stało się latyńską kolonią Rzymu na terytorium Wolsków, jako istotna warownia strzegąca rejonu Błot Pontyjskich. W 329 p.n.e. miasto zostało splądrowane przez zbuntowanych przeciw Rzymianom Wolsków z Privernum. Po drugiej wojnie punickiej służyło w 199 p.n.e. jako miejsce przetrzymywania kartagińskich zakładników. Podczas pierwszej wojny domowej, w relacji Appiana (Bella civilia I, 94) mieszkańcy zgubnie opowiedzieli się po stronie Mariusza, wskutek czego pod koniec 82 p.n.e. Norba została oblężona, zdobyta wskutek zdrady, a następnie doszczętnie zniszczona przez wojska Sulli pod wodzą Lepidusa. Miasto nigdy nie zostało odbudowane; na początku naszej ery Pliniusz wymienia je wśród wymarłych miast Lacjum (Naturalis historia III 69,1).
Wykopaliska zapoczątkowane w 1901 przez L. Savignoniego odsłoniły pozostałości miasta całkowicie rzymskiego, otoczonego murem poligonalnym (opus poligonale), dobrze zachowanym w obwodzie ponad 2,6 km, z 3 bramami i wysuniętą wieżą obronną ("La Loggia") oraz z dwoma akropolami. Spośród ważniejszych budowli odnaleziono fundamenty czterech świątyń (m.in. Diany i Juno Luciny), ustalono też położenie miejskiego forum. Materiał wykopaliskowy zdeponowano w stołecznym Museo delle Terme.        